# Rodobrana
A Rodobrana egy szlovák félkatonai szervezet volt a két világháború közötti Csehszlovákiában.

## Története
Létrehozásának időpontja bizonytalan, különböző források az 1921–1923 idejére teszik. Alapítója Vojtech Tuka szlovák politikus, későbbi miniszterelnök, a Szlovák Néppárt tagja. A szervezet névleg a párt irányítása alatt állt, az 1923. január 30-án megjelenő szabályzat tartalmazta a szervezet szabályait és az útmutatást a tagok felé. A tagok katonai kiképzést kaptak és fekete inget viseltek, az olasz fasiszták mintájára, melyre egy ezüst kettőskereszt is került. 
A szervezet konspirációs módszerei és titkos ceremóniái miatt hamar gyanússá vált a közvélemény számára. Ideológiáját működése idején nem tisztázták teljesen, hivatalosan a párt elveit követte, vagyis nacionalista, vallásos, antikommunista és csehellenes volt. Később megpróbáltak más szélsőjobboldali szervezeteket is lemásolni, amit a párt lapjának, a Slovákban 1927-ben megjelent cikk is mutatott, mely Szlovákia fasisztáiként írta le azt. Ténylegesen a szervezet azonban nem követte a fasizmus elveit.
A szervezetben a többi párt veszélyt látott, így 1923. augusztus 30-án betiltották és ezt 1927-ben megerősítették. Vezetőjét, Tukát 1928-ban megvádolták a csehszlovák hatóságok Magyarország javára folytatott kémkedés vádjával és, hogy felkelést készített elő a Rodobrana segítségével, hogy a Felvidéket Magyarországhoz csatolja. 1929-ben 15 évi börtönbüntetésre ítélték. Vezető hiányában a szervezet beszüntette működését. Utódszervezete az 1938-ban létrehozott Hlinka-gárda lett.